# فراموش‌شدگان
فراموش‌شدگان (به اسپانیایی: Los olvidados) فیلمی سیاه و سفید به کارگردانی لوئیس بونوئل، محصول سال ۱۹۵۰ مکزیک است.

## داستان فیلم
در آلونک‌های حومه مکزیکوستی، بچه‌های فقرزده که به دست فراموشی سپرده شده‌اند، زندگی پرفلاکتی را می‌گذرانند. گروهی از آنان به بزهکاری‌های متداول در شهرهای مدرن روی آورده‌اند و تعدادی دیگر در دارالتأدیب به سر می‌برند. سرنوشت محتوم آنان نابودی است...

## حواشی
این فیلم در زمان اكران در مكزیك بسیار کم مورد استقبال قرار گرفت ، بخصوص بدلیل كینه ای كه از لوئیز بونوئل  به عنوان یك خارجی (اسپانیایی) به دلیل افشای مشكلات ملت در فقر و جنایات که به كار گرفته بود. در حقیقت ، تنها پس از برنده شدن عنوان بهترین کارگردانی بونوئل در کن بود که کیفیت فیلم توسط منتقدان و مخاطبان مکزیکی مورد ارزیابی مجدد قرار گرفت. اکنون نظر منتقدان درباره این فیلم در مکزیک بسیار زیاد است: در نظرسنجی سال 1994 برای مجله Somos ،فراموش شدگان به عنوان دومین فیلم بزرگ مکزیکی در تمام دوران شناخته شد.
این فیلم دقیقاً در 365 پلان اتفاق می افتد.
موفق به کسب رتبه 80 فیلم غیر انگلیسی زبان در نظرسنجی منتقدان که بی بی سی در سال 2018 انجام داده است.
فراموش شدگان وقتی در مکزیک در سال 1950 اکران شد ، نمایش آن به دلیل واکنشهای تند مطبوعات، دولت و مخاطبان قشر طبقه بالا و متوسط فقط سه روز ادامه داشت.